# 謝米尼翁
謝米尼翁（法語：Chermignon，法語發音：[ʃɛʁmiɲɔ̃]）是瑞士瓦莱州的一个旧市镇，位於該國南部，面積5.38平方公里，海拔高度910米，2011年人口2,987，八成人口信奉羅馬天主教，人口密度每平方公里555人。

## 外部連結
- Official website（页面存档备份，存于） （法文）